# 체코슬로바키아 국경 요새

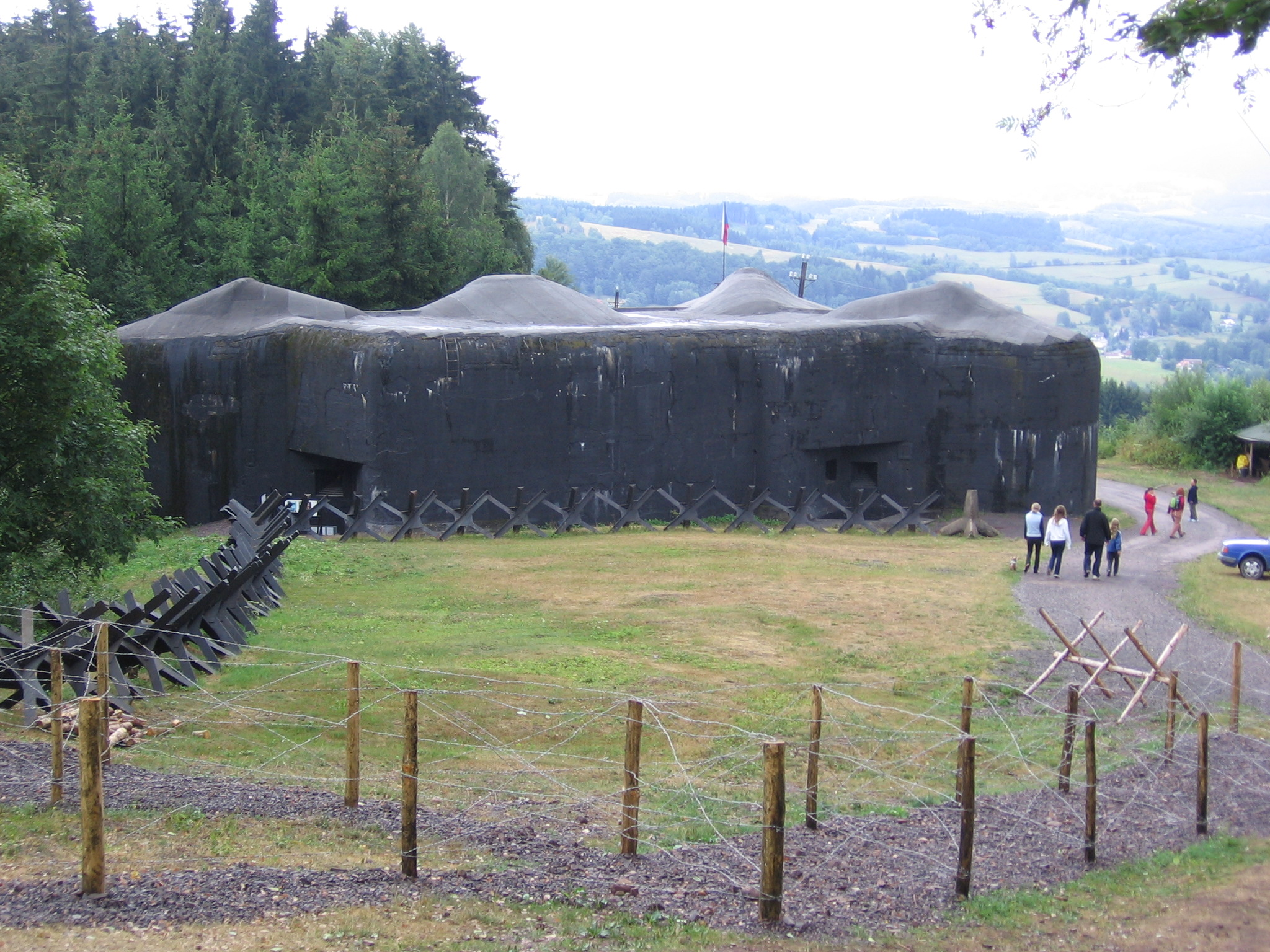
T-S 73 폴롬

체코슬로바키아 국경 요새는 체코슬로바키아가 나치 독일의 증가하는 위협에 대한 방어책으로 1935년부터 1938년까지 건설한 국경 방어시설 체계이자 일부 내륙 방어선을 뜻한다. 요새의 전략적 목표는 체코슬로바키아군의 동원이 완료되기 전에 적국(독일뿐만 아니라 헝가리와 폴란드 포함)이 갑작스러운 공격으로 핵심 지역을 점령하는 것을 막고, 연합국인 영국과 프랑스, 그리고 가능하다면 소련이 도울 때까지 효과적으로 방어하기였다.

## 역사
히틀러의 부상과 독일 소수 민족 통합에 대한 요구(주데텐 독일인 포함) 및 기타 영토 주장(주데텐란트)에 경각심을 느낀 체코슬로바키아 지도부는 방어 계획을 시작했다. 일부 기본적인 방어 구조물은 일찍 건설되었지만, 프랑스군과의 설계 회의 이후에야 본격적인 건설이 시작되었다.
1936년 대규모 건설 프로그램이 시작될 때, 프랑스의 마지노선과 유사한 "필박스"와 더 큰 블록하우스에서 설계 철학의 변화가 두드러졌다. 원래 계획은 1941~1942년에 건설의 첫 단계를 완료하고, 전체 시스템은 1950년대 초까지 완성하는 것이었다.
건설은 매우 빠르게 진행되었으며, 1938년 9월 뮌헨 협정이 체결될 무렵에는 총 264개의 중(重) 블록하우스(작은 요새 또는 요새의 요소)와 10,014개의 경(輕) 특화점이 완성되었는데, 이는 중(重) 목표물의 약 20퍼센트, 경(輕) 목표물의 70퍼센트에 해당한다. 또한, 다른 많은 목표물도 완공에 가까웠고, 일부 구조물에 특정 중(重) 무장이 없더라도 최소한 대피소로서 기능할 수 있었다.
주데텐 위기의 결과로 독일이 체코슬로바키아 국경 지역을 점령한 이후, 독일군은 이 시설을 사용하여 새로운 무기와 전술을 시험하고 개발하며, 결국 마지노선과 벨기에 요새에 사용된 공격을 계획하고 연습하여 놀라운 성공을 거두었다. 프랑스와 저지대 국가가 함락된 후 독일군은 "베네시 장벽"을 해체하기 시작했고, 큐폴라를 폭파하거나 제거하고 총안을 제거했는데, 그 중 일부는 나중에 대서양 방벽에 설치되었다.
후반기 전쟁에서 동쪽의 소련군이 독일 전선을 붕괴시키자, 독일군은 급히 요새를 수리할 수 있는 대로 수리했다. 종종 총안이 있던 구멍을 벽돌로 막고 기관총을 위한 작은 구멍만 남겨두기도 했다. 오스트라바에서 오파바까지 이어지는 동서 방향의 전선, 즉 남쪽으로 가파른 경사가 있는 강 계곡은 격렬한 전투의 현장이 되었다.
제2차 세계 대전 동안 독일군은 대부분의 구조물에서 돔, 큐폴라, 총안과 같은 많은 장갑 부품을 제거했다. 일부 구조물은 독일의 관통탄이나 폭발물 시험 대상이 되어 심하게 손상되었다. 전후에는 전략적 가치 상실과 철강 확보를 위한 전반적인 노력으로 인해 남아있던 많은 장갑 부품이 고철로 처리되었다.
전쟁 후에는 유용한 재료가 추가로 제거된 후 봉쇄되었다. 몇몇 대형 지하 구조물은 군사 비품 저장소로 오랫동안 계속 사용되었고, 일부는 오늘날까지도 다시 독립한 체코군에서 사용하고 있다.

## 설계

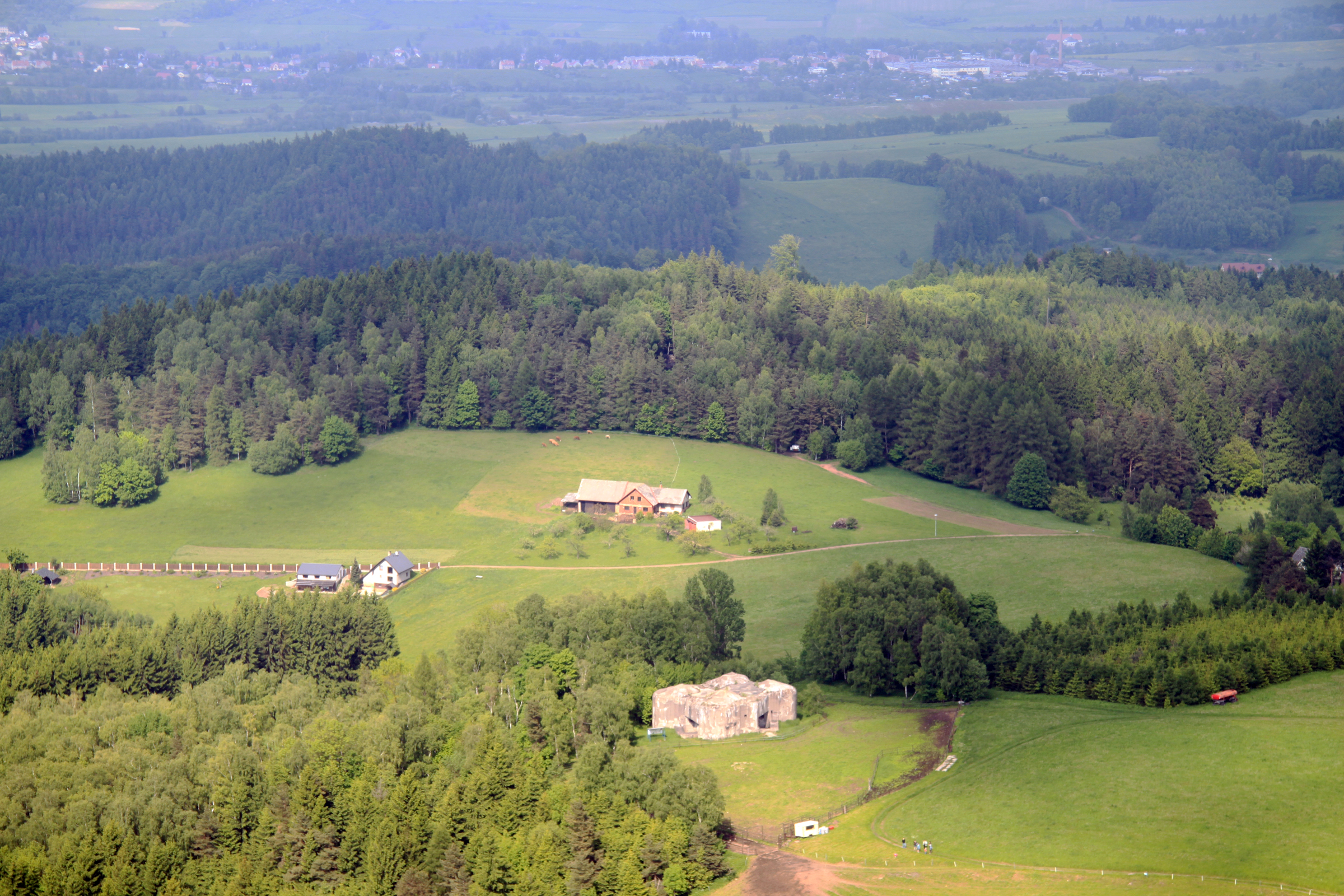
나호트 근처 도브로쇼프 요새의 일부인 N-D-S 73 예르자프

설계의 기본 철학은 상호 방어선이었다. 즉, 대부분의 화력은 접근하는 적을 향해 측면으로 발사되었다. 크고 작은 모든 요새의 전면 벽이 가장 두꺼웠고, 바위와 잔해로 덮여 있었으며, 다시 흙으로 덮여서 가장 큰 구경의 포탄도 콘크리트에 도달하기 전에 대부분의 에너지를 잃게 했다. 대신 유일한 전면 무장은 관측 및 대보병 목적으로 설계된 큐폴라의 기관총 진지였다. 블록하우스 사이로 진입하려는 적 부대는 대전차, 대보병 바리케이드, 기관총 및 대포 사격으로 저지되었을 것이다. 일부 대형 블록하우스 또는 포병 요새에는 간접 사격이 가능한 박격포와 중포 마진지가 있었다. 주요 구조물 뒤에는 더 큰 친척과 유사한 두 줄의 더 작은 4-7인용 특화점이 있었는데, 잘 보호된 전면과 측면 교차 사격으로 요새 위에 올라가거나 뒤에서 접근하는 적을 막았다. 대부분의 전선은 단지 더 작은 특화점으로 구성되었다.
"경량 구조물"은 기관총 진지 한두 개, 접이식 관측 잠망경, 수류탄 발사관, 수동식 송풍기, 그리고 강철 막대 바깥 문에 대해 90도 각도로 단단히 닫히는 안쪽 문이 있는 단순한 속이 빈 상자였다. 기관총은 총구 끝 부분에 장착되어 총안이 총알과 조준경을 통해 볼 수 있을 정도로만 커다랗게 만들어졌는데, 이는 큰 구멍이 사용되는 대부분의 다른 설계와는 달랐다. 무거운 강철판을 아래로 미끄러뜨려 작은 구멍을 빠르게 닫아 추가적인 보호 기능을 제공할 수 있었다.
"중형 구조물"은 마지노선의 남쪽 부분과 매우 유사한 보병 블록하우스였으나, 상당한 개선이 이루어졌다. 특화점과 마찬가지로 대포와 기관총은 끝 부분에서 회전하도록 되어 있었고, 이번에는 완전히 밀폐되어 가장 무거운 대포를 제외한 모든 것으로부터 방어자를 보호했다. 요새에는 여과 기능이 있는 완전한 환기 시스템이 있어 화학 공격도 방어자에게 영향을 미치지 않았다. 전력망 외에도 2기통 디젤 엔진이 내부 전력을 공급했다. 또한 완전한 화장실과 세면대 시설이 있었는데, 이는 프랑스 동급 포곽에 비해 사치스러운 것이었다. 그러나 이러한 시설은 전투 중에만 사용되도록 설계되었다. 구조물의 일부인 몇 개의 콘크리트 벽을 제외하고는 대부분 속이 비어 있었지만, 각 방은 간단한 벽돌과 모르타르 벽으로 더 작은 방으로 나뉘었으며, 천장에는 타르를 바른 코르크로 마지막 틈이 채워졌다. 이는 몇몇 포곽의 건설이 내부 벽이 완성되기 전에 중단되었기 때문이다.

## 현재 상태

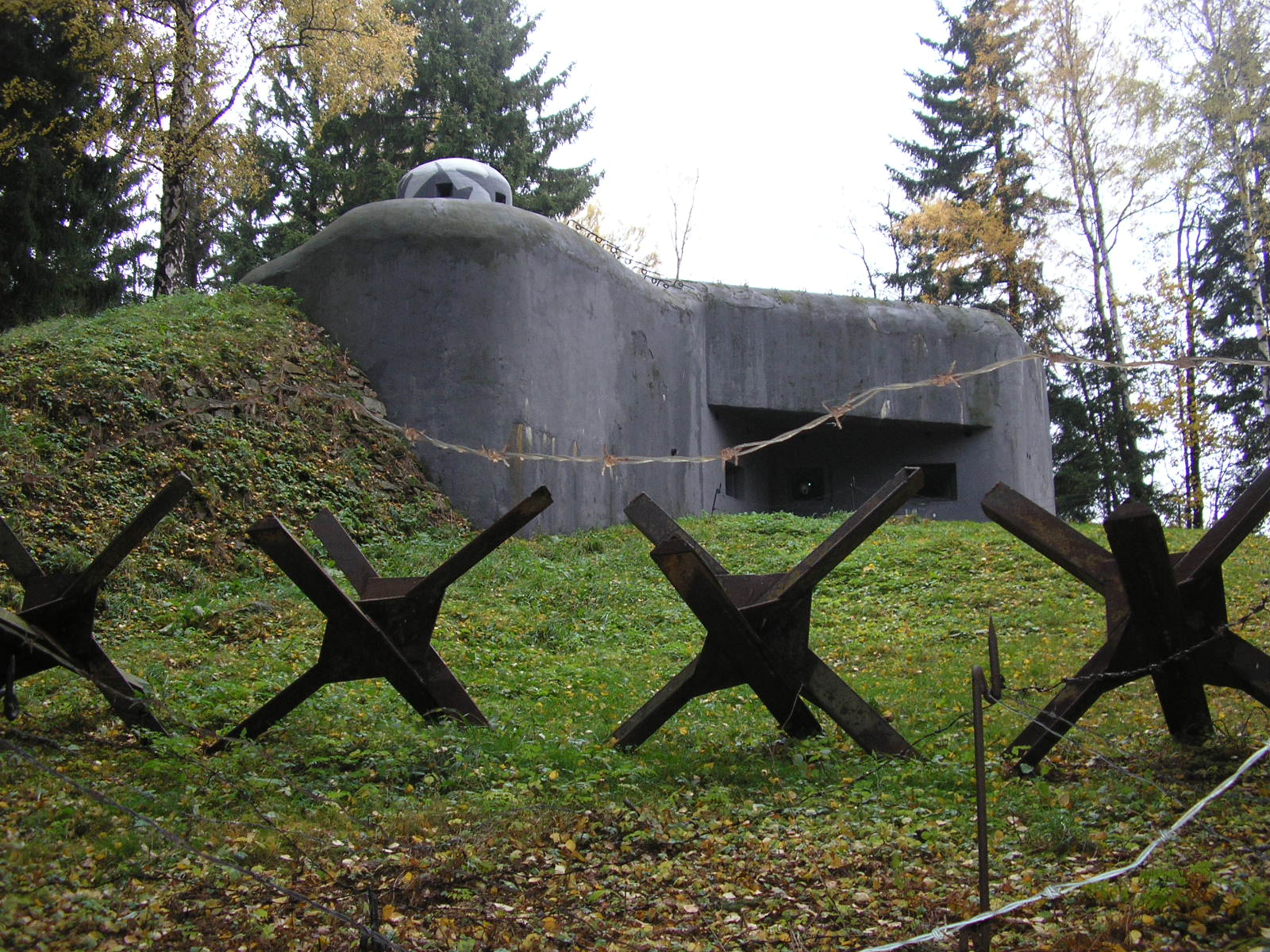
K-S 5 우 포토카

오늘날 남아있는 경(輕) 구조물은 거의 모두 자유롭게 접근할 수 있다. 중(重) 구조물 중 일부도 접근 가능하며, 나머지는 애호가에게 임대되거나 판매된 경우도 있다. 일정 수는 박물관으로 전환되었고, 두 개의 포병 요새, 즉 "아담"과 "스몰코프"는 군수품 저장고이며, "후르카" 요새는 2008년까지 군수품 저장고였으나 현재는 박물관이다. "하니치카" 포병 요새는 1979년부터 1993년까지 내무부를 위한 현대적인 대피소로 재건되었으나 1995년에 불필요하다고 선언되었다. 그곳에는 박물관이 조성되었다.
많은 개방형 박물관은 오스트라바와 오파바 사이에 있으며, 현재 폴란드 국경과 가까운 크워츠코 인근 크랄리키 마을 근처에 더 많은 박물관이 있다. 이 지역은 제2차 세계 대전 이전에는 독일 국경이었다. 1938년 9월까지 완공되었거나 건설 중이던 9개 포병 요새 중 6개는 현재 박물관으로 기능하며, 2개는 여전히 군사적으로 사용되고 있고, 1개는 접근할 수 없다.

## 같이 보기
- 냉전 시기 체코슬로바키아 국경 요새
- 녹색 상황
- 마지노선
- 흐루친 요새 박물관
- 루프니크선
- 차크마크선

## 참고 문헌
- Fura, Z.; Katzl, M. (2010). The 40 Most Interesting Czech WWII Bunkers: A Brief Guide. PragueHouse. ISBN 1456403729.
- Halter, M. (2011). History of the Maginot Line. Strasbourg. ISBN 9782952309257.
- Kauffmann, J.; Jurga, R. (2002). Fortress Europe: European Fortifications of World War II. Da Capo. ISBN 030681174X.